# Forma Urbis
La Forma Urbis Romae ou Forma Urbis Severiana est une très grande carte de la Rome antique en marbre (18 m x 13 m), réalisée sous le règne de l'empereur Septime Sévère, entre 203 et 211, placée sur un mur intérieur du forum de la Paix.
Les premiers fragments sont redécouverts dès la Renaissance. Au XVIIIe siècle, les fragments font l'objet d'intenses tractations diplomatiques entre la papauté et la maison Farnèse dirigée par le roi de Naples. Sa reconstitution est effectuée grâce, notamment, aux travaux de Rodolfo Lanciani.
Malgré son état fragmentaire, il s'agit d'une source majeure de la connaissance de l'urbanisme de la Rome antique.
Depuis 2024, la Forma Urbis est exposée dans un musée dédié, situé à Rome dans le parc archéologique du Caelius.

## Histoire

### Moyen Âge
Le plan est progressivement détruit au cours du Moyen Âge, car son marbre est utilisé comme matériau de construction pour les bâtiments.

### Époque moderne

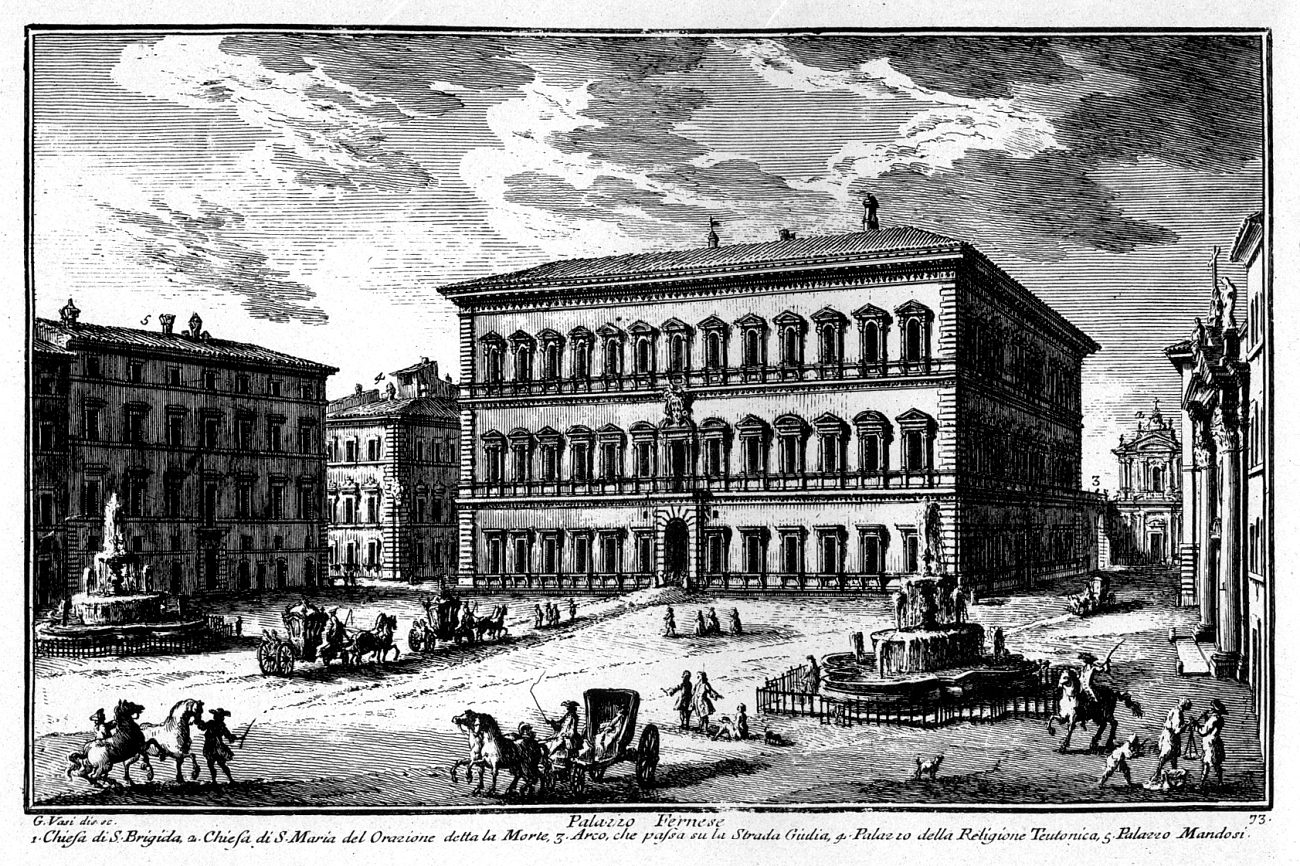
Palais Farnèse à l'époque de l'acquisition des premiers fragments par la papauté. Gravure de Giuseppe Vasi en 1710.

En mai 1562, des premiers fragments sont découverts. Étienne Dupérac évoque en 1574 l'époque du pape Pie IV la découverte de marbre où est dessiné un plan de Rome. La découverte réalisée par Bernardo Gamucci au sujet de la mention des blocs de marbre montrant une partie d'un plan de Rome encastrés dans les murs de la basilique Santi Cosma e Damiano semble être une confusion avec les Fasti consulares quelques décennies auparavant. Puis en 1594, le sculpteur italien Flaminio Vacca mentionne la découverte de certains fragments de la Forma Urbis dans le jardin de Torquado Conti près de la basilique Santi Cosma e Damiano. Ces fragments sont alors conservés au palais Farnèse.
Au début du XVIIIe siècle, la redécouverte des fragments de la Forma Urbis est due aux fouilles lancées sur le Palatin par le pape Clément XI. En 1721-1722, un Anglais du nom d'Edward Wright à Rome lors du décès de Clément XI visite le palais Farnèse et y admire la Forma Urbis. Des éléments se situant dans différents murs de l'édifice comme ceux de la cuisine et sont conservés dans le palais jusqu'en 1739-1740. À partir de cette date, les marbres de la Forma Urbis sont conservés dans une remise de la deuxième cour .
Le 15 août 1741, le successeur de Clément XI, Benoît XIV, demande à ce qu'une lettre soit adressée au premier ministre du royaume des Deux-Siciles José Joaquim de Montealegre pour revendiquer la Forma Urbis en maintenant le flou sur leur appartenance au patrimoine Farnèse. Benoît XIV souhaite continuer l’œuvre du pape précédent en augmentant les collections pontificales. Le 5 septembre 1741, un inventaire erroné et très sommaire est envoyé à Naples en insistant sur le passé des marbres. Le 14 septembre 1741, une lettre est envoyée aux souverains d'Espagne Philippe V et Élisabeth Farnèse, qui sont également les souverains de Naples. Charles VII et Benoît XIV ne parvenait pas à s'accorder sur le nouveau dirigeant de la maison Farnèse, le pape consentit alors un effort lors des négociations, ce qui lui permettait d'obtenir un dédommagement en contrepartie. En octobre 1741, le souverain espagnol se désolidarise de son vassal napolitain et autorise l'envoi des fragments au pape.
En 1742, Charles VII alors roi des Deux Siciles fait donc don de la Forma Urbis Romae au pape Benoit XIV par l'intermédiaire du cardinal Troiano Acquaviva. Les fragments sont alors transportés au palais du Quirinal. Dès réception par le pape, les travaux d'assemblage sont entrepris. Une partie des fragments manquants sont reconstitués d'après des dessins réalisés quelques années auparavant par Giambattista Nolli.
En 1744, la Forma Urbis est donnée par Benoit XIV au Capitole. Elle est subdivisée en vingt-six cadres placés le long du grand escalier qui mène au premier étage du palais des Conservateurs, puis dans ses jardins où elle est exposée jusqu'en 1924,.

### XIXeauXXIesiècle
De nouveaux fragments sont découverts à la fin du XIXe et au début du XXe siècle.
Le plan de Giambattista Nolli reste la référence jusqu'à la découverte de nouveaux fragments dans les jardins Farnèse en 1901. Rodolfo Lanciani entreprend alors la réalisation d'un nouveau plan.
Des fragments sont fréquemment retrouvés au cours des fouilles de la zone des fora impériaux de Rome.
En 2001, la Surintendance de Rome organise des fouilles archéologiques dans la Crypta Balbi afin de créer un souterrain en dessous de la via delle Botteghe Oscure. À cette occasion, un nouveau marbre du plan est découvert, fait rare car proche de son lieu d'affichage d'origine dans le temple de la Paix pendant la période impériale.
Il nous est ainsi parvenu environ 10 % de la surface originale du plan, dont la moitié est localisable, en 1 186 fragments.
Après un siècle passé dans les réserves des musées du Capitole, la Forma Urbis est à nouveau exposée au public depuis janvier 2024 dans un nouveau musée homonyme payant, situé à Rome dans le parc archéologique du Caelius.

## Description

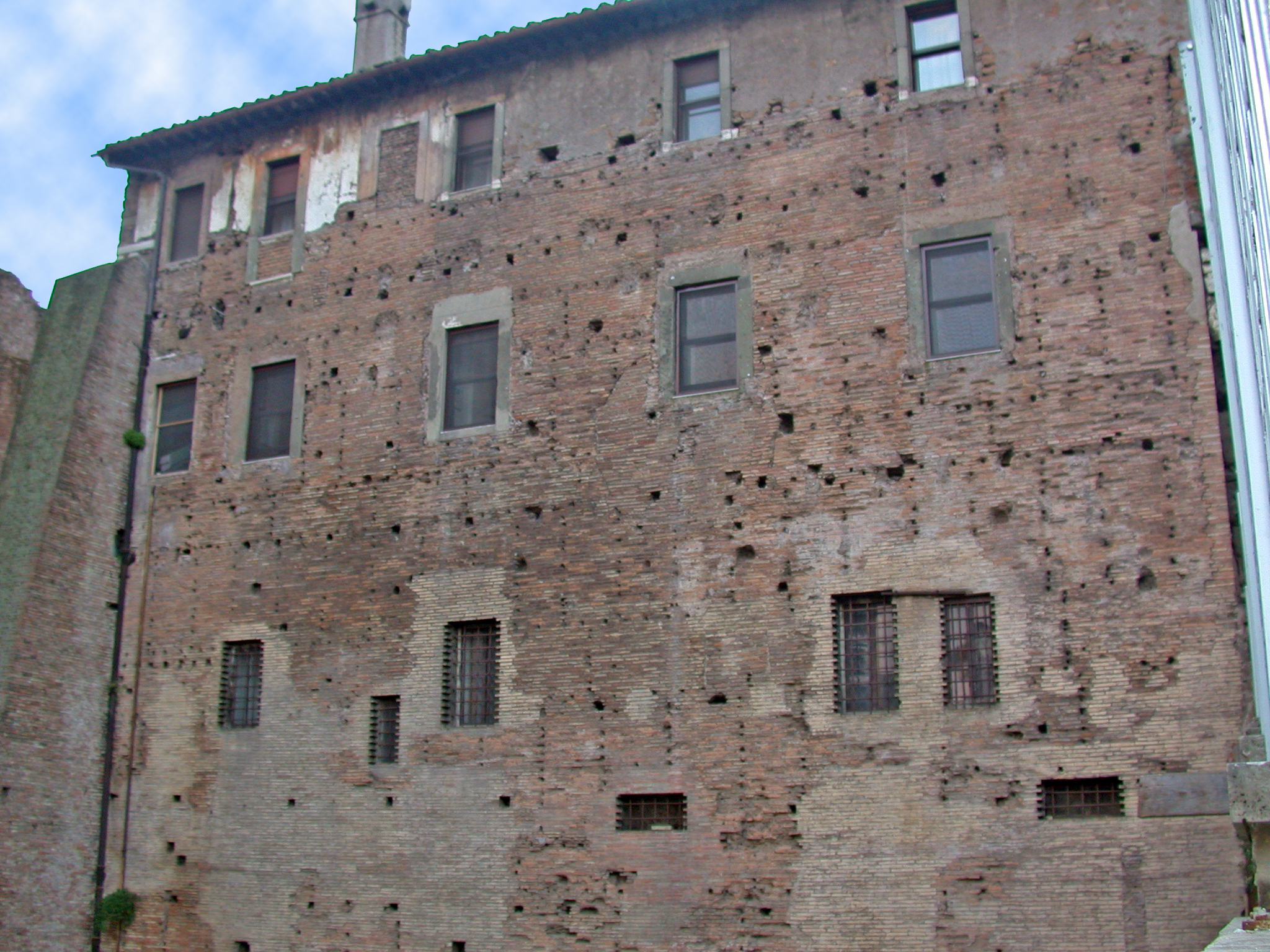
Mur du temple de la Paix, actuellement intégré à la Basilique des Saints Côme et Damien, qui recevait la Forma Urbis de Septime Sévère. Les trous dans le mur servaient à la maintenir.

Le mur en brique du portique du forum de la Paix qui portait la Forma Urbis a conservé la marque des trous de crampon qui fixaient les plaques. La Forma Urbis originale mesurait 18,1 m de long par 13 m de haut, et avait été taillée dans 151 plaques de marbre disposées en onze rangées, alternativement en long et en large.
Le plan est réalisé à l'échelle 1/240 ou 1/250 et orienté avec le sud-est en haut. Guglielmo Gatti tente d'en définir l'orientation en analysant l'emplacement des principaux monuments. Les distances sont précises pour l'époque si on analyse les instruments à la disposition des Romains et le relief vallonné de l'Urbs, même si quelques incohérences existent comme par exemple l'angle du temple du Divin Claude par rapport à l'amphithéâtre situé à proximité.
Le plan recouvre à peu de chose près l'ensemble de la ville à l'intérieur du pomœrium, l'enceinte sacrée de Rome, plusieurs fois agrandie par les empereurs. Il s'agit d'un plan au sol, qui représente absolument tous les éléments architecturaux de Rome, des insulae aux grands monuments, en passant par les ateliers, les entrepôts, les temples. En revanche, aucun élément non architectural n'est représenté, que ce soit les éléments naturels comme le Tibre ou des éléments abstraits comme les limites des régions ou le pomerium.

### Inventaire

#### Avant leXXesiècle

Reproduction du marbre découvert en 2001.

Les fragments retrouvés à partir de 1562 ne représentent que le dixième environ de l'ensemble (répartis en 1186 fragments).
Un premier réel inventaire est réalisé en 1742 par Giuseppe Sardi, maître maçon à la cour napolitaine. Il dénombre alors 17 fragments mesurant entre 45 cm et 90 cm, 94 fragments plus petits et 188 ne sont pas décrits car trop petits.
L'intérêt pour la Forma Urbis des archéologues se prolonge avec la redécouverte de nombreux fragments en 1867, en 1888, en 1891, en 1899 et en 1901.

#### XXe-XXIesiècle
En 1960, Guglielmo Gatti dans un chapitre de l'ouvrage SPQR, pianta marmorea di Roma antica tente une reconstitution la plus complète possible à cette date.
Le fragment découvert en 2001 a une forme presque quadrangulaire dont les dimensions sont de 19,5 cm sur 16 cm, et une épaisseur variant de 5,55 cm à 5,7 cm. Le dos du marbre est lisse et de forme trapézoïdale. L'ensemble de la pièce archéologique est sans veine et dans un bon état de conservation. Ce vestige peut être découpé en deux zones : l'une comporte une inscription fragmentaire composée d'une lettre inconnue puis des trois lettres « REA » et une série de salles parallèles. Avec l'épigraphie, les épigraphistes proposent la reconstitution possible de deux mots : « [HO]RREA » et « AREA ». L'entrée des salles semble être sur la partie manquante. Quatre fragments n°256, n°260, n°266 et n°269) découverts à cette occasion n'ont toujours pas pu être placés sur le plan en marbre. Daniele Manacorda estime que ce fragment se situe près de la voie appienne ou du Mont Palatin.

## Utilité

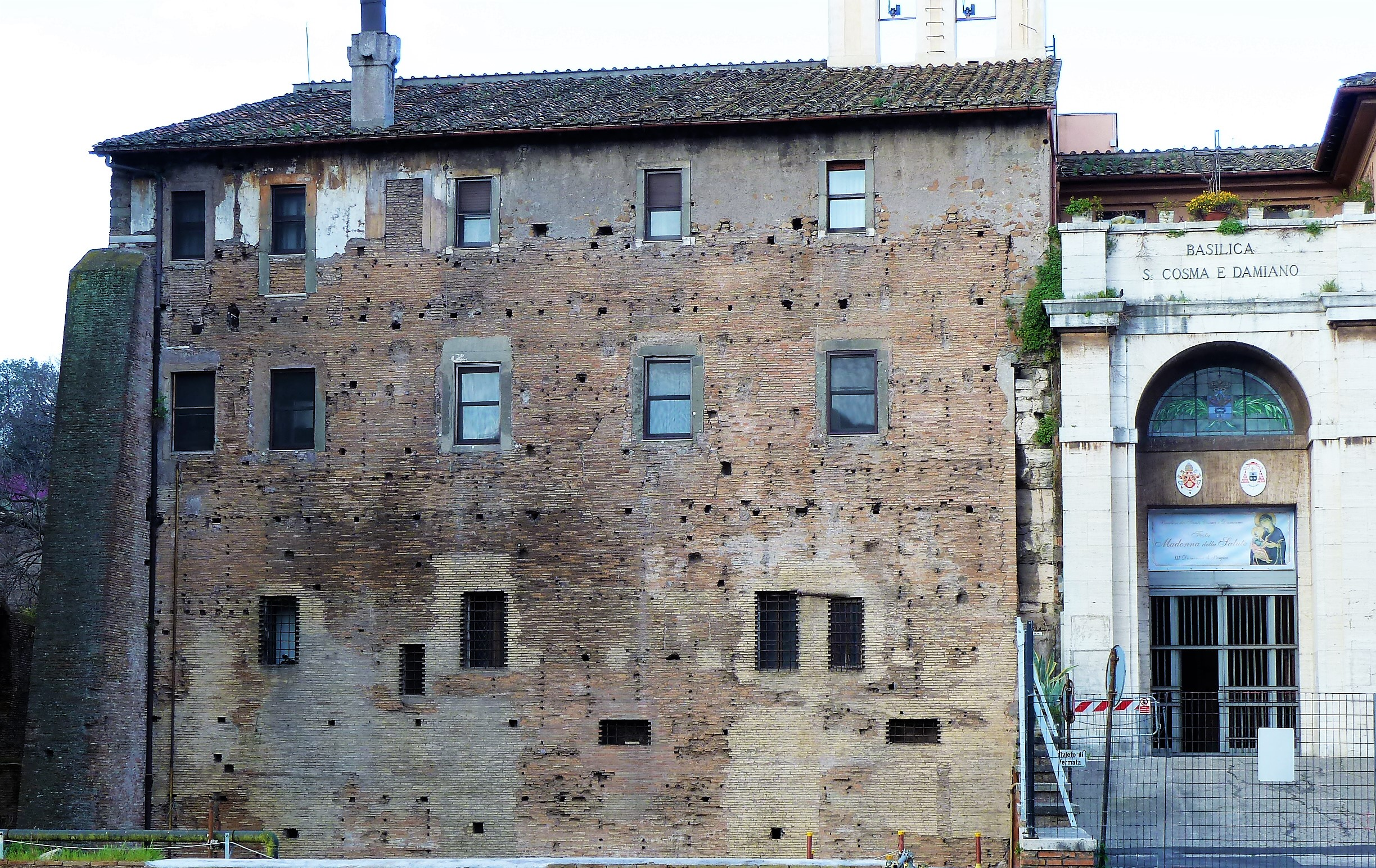
Le mur du forum de la Paix où, autrefois, est appliquée la Forma Urbis.

La question de l'usage de ce plan fait toujours débat : on a longtemps cru que, situé dans le temple de la Paix (bureau du préfet de la Ville), il avait un but administratif. Les recherches récentes ont infirmé cette hypothèse : le plan est trop difficilement consultable (sur un mur de 13 m de haut), immuable et sans données utiles pour l'administration. Il faut donc imaginer qu'il avait une fonction décorative, bien qu'il soit réalisé sans doute à partir de relevés topographiques à but cadastral ou administratif.
Il s'agit d'une source majeure en histoire de la ville de Rome, la plus importante pour la reconstitution de la topographie de Rome, par exemple dans celle de monuments dont il ne reste plus aucune trace archéologique comme le Temple du Divin Claude par exemple. Il fait aussi apparaître des édifices mentionnés par aucune autre source, comme l'Adonea.
Il en dit long aussi sur la culture romaine. En effet, les résidences des plus pauvres sont représentées de la même façon, sans schématisation, sans contraction d'échelle, que les monuments les plus connus ou les demeures les plus cossues.

## Annexe

#### Ouvrages
- (it) Gianfilippo Carettoni, Antonio Maria Colini, Lucos Cozza et Guglielmo Gatti, La pianta marmorea di Roma antica. Forma urbis Romae, Rome, 1960.
- Filippo Coarelli (trad. Roger Hanoune), Guide archéologique de Rome, Paris, Hachette, 1994, 349 p. (ISBN 2-01-235113-1). .
- (de) Henri Jordan, Forma Urbis Romae. Regionum XIIII, Berlin, Apud Weidmannos, 1874, 70 p..
- (it) Roberto Meneghini et Riccardo Santangeli Valenzani, Formae Urbis Romae : Nuovi Frammenti di piante marmoree dallo scavo dei fori imperiali, Rome, L'Erma di Bretshneider, 2006 (lire en ligne).
- (en) David West Reynolds, Forma Urbis Romae : The Severan marble Plan and the Urban form of ancient Rome, 1996.
- (it) Emilio Rodriguez-Almeida, Forma Urbis Romae. Aggiornamento generale, Rome, 1981.
- (it) Emilio Rodriguez-Almeida, Formae urbis antiquae. Le mappe marmoree di Roma tra la repubblica e Settimio Severo, Paris, De Boccard, coll. « Collection de l'École française de Rome », 2002, 79 p. (lire en ligne).

#### Articles
- (it) Lucos Cozza et Pier Luigi Tucci, « Navalia », Archeologia Classica, vol. 57,‎ 2006, p. 175-202.
- Charles Davoine, « La Forma Urbis Romae. Bilan de vingt-cinq années de recherches », Histoire urbaine, no 20,‎ mars 2007, p. 133-152 (lire en ligne)
- Léon Dorez, « Nouveaux documents sur la découverte de la « Forma Urbis Romae » », Comptes rendus des séances de l'Académie des Inscriptions et Belles-Lettres, no 6,‎ 1910, p. 499-508 (lire en ligne, consulté le 10 janvier 2021). .
- (it) Daniele Manacorda, « Un nuovo frammento della Forma Urbis e le calcare romane del Cinquecento nell’area della Crypta Balbi », Mélanges de l'école française de Rome, t. 114, no 2,‎ 2002, p. 693-715 (lire en ligne, consulté le 24 janvier 2021). .
- Olivier Michel, « Les péripéties d'une donation. La Forma Urbis en 1741 et 1742 », Mélanges de l'Ecole française de Rome. Antiquité, t. 95, no 2,‎ 1983, p. 997-1019 (lire en ligne, consulté le 10 janvier 2021). .
- (it) Emilio Rodriguez-Almeida, « Aggiornamento topografico dei colli Oppio, Cispio e Viminale secondo la Forma Urbis marmorea », Rendiconti della Pontificia Accademia romana di Archeologia Vol XLVIII, Rome,‎ 1976, p. 263-278.
- (it) Emilio Rodriguez-Almeida, « Forma Urbis marmorea. Nuovi elementi di analisi e nuove ipotesi di lavoro », Mélanges de l'École française de Rome, Rome, t. 89, no 1,‎ 1977, p. 219-256 (lire en ligne, consulté le 18 janvier 2021). .
- (it) Emilio Rodriguez-Almeida, « Un nuovo frammento della Forma Urbis Marmorea », Analecta Romana Istituti Danici, Rome,‎ 1983, p. 87-92.
- (it) Emilio Rodriguez-Almeida, « Un frammento di una nuova pianta marmorea di Roma », Journal of Roman Archaeology, Portsmouth,‎ 1988, p. 120-131.
- (it) Emilio Rodriguez-Almeida, « Novità minori dalla Forma Urbis marmorea », Ostraka, Rome,‎ 1992, p. 55-80.
- (it) Emilio Rodriguez-Almeida, « Diversi problemi connessi con la lastra n. 37 della Forma Urbis Marmorea e con la topografia in Circo e in Campo », Rendiconti Accademia Romana di Archeologia, Rome,‎ 1992.
- (it) Emilio Rodríguez Almeida, « Euristica materiale e forma marmorea: alcuni falsi problemi », Rendiconti Accademia Romana di Archeologia, Rome, vol. LXVIII,‎ 1996.
- (it) Pier Luigi Tucci, « Tra il Quirinale e l’Acquedotto Vergine sulla pianta marmorea severiana : i frammenti 538 a-o », Analecta Romana Instituti Danici, t. 23,‎ 1996, p. 21-33 (lire en ligne, consulté le 24 janvier 2021).
- (en) Pier Luigi Tucci, « Dov’erano il tempio di Nettuno e la nave di Enea? », Bullettino della Commissione Archeologica Comunale di Roma, vol. 98,‎ 1997, p. 15-42.
- (en) Pier Luigi Tucci, « Eight fragments of the Forma Urbis shedding new light on the Transtiberim », Papers of the British School at Rome, t. 72,‎ 2004, p. 185-202.
- (en) Pier Luigi Tucci, « Ideology and technology in Rome’s water supply : castella, the toponym AQVEDVCTIVM, and supply to the Palatine and Caelian hill », Journal of Roman Archaeology, vol. 19,‎ 2006, p. 94-120.
- (en) Pier Luigi Tucci, « Navalia », Archeologia Classica, vol. 57,‎ 2006, p. 175-202.
- (en) Pier Luigi Tucci, « New fragments of ancient plans of Rome », Journal of Roman Archaeology, vol. 20,‎ 2007, p. 469-480.
- (en) Pier Luigi Tucci, « Imagining the temple of Castor and Pollux in circo Flaminio », Res Bene Gestae. Ricerche di storia urbana su Roma antica in onore di Eva Margareta Steinby, Rome,‎ 2007, p. 411-425.
- (en) Pier Luigi Tucci, « The Pons Sublicius: a reinvestigation », Memoirs of the American Academy in Rome, vol. 56-57,‎ 2011-2012, p. 177-212.
- (it) Pier Luigi Tucci, « La controversa storia della Porticus Aemilia », Archeologia Classica, vol. 63,‎ 2012, p. 75-591.
- Ginette Vagenheim, « Pirro Ligorio et la découverte d'un plan ichnographique gravé sur marbre », Mélanges de l'École française de Rome, t. 103, no 2,‎ 1991, p. 575-587 (lire en ligne, consulté le 31 janvier 2021).